# Gustaf Olof Lagerbring
Gustaf Olof Lagerbring, född 31 maj 1769 i Stockholm, död 18 februari 1847 i Uppsala, var en svensk friherre och militär.

## Biografi
Lagerbring var son till krigsrådet Per Bring, adlad Lagerbring, och hans hustru friherrinnan Kristina Eleonora Hastfehr.
Lagerbring blev 1772 kornett vid adelsfanan och befordrades 1785 till löjtnants rang vid Upplands regemente. 1788 kommenderades han med sitt regemente till Finland i samband med utbrottet av Gustav III:s ryska krig, och deltog där i landstigningen vid Brahila, slaget vid Fredrikshamn, slaget vid Abborfors, slaget vid Suttala, intagandet av Högforspassen, slaget vid Humalajoki samt båda slagen vid Svensksund. Befordrad till kapten 1789, kallades han 1792 till överadjutant hos kungen. 1799 utnämndes Lagerbring till överstelöjtnant, och 1801 blev han generaladjutant av flygeln.
1808 kommenderades han till Norge i egenskap av kungens tjänstgörande överadjutant vid andra Infanteribrigaden. Han anförde det detachement som från Mangelfjälen trängde in i Norge, intog Haneborg och vidtog vidsträckta rekognoseringar. Senare samma år erhöll han order att avgå till Åland och följa generalmajor Albrekt von Lantinghausen som överadjutant vid Landstigningen vid Helsinge och sedan överta befälet över den så kallade andra fördelningen av södra finska armén. Han deltog i striderna under landstigningen vid Lokalaks 17-18 september där han anförde avantgardet vid framryckningen och arriärgardet vid återtåget efter att man misslyckats med framryckningen. Han efterträdde kort därpå Lantinghausen som befälhavare och fick uppdraget att genomföra ett nytt landstigningsförsök vid Helsinge i Vemo socken. Lagerbring hade i ett brev till kungen påtalat att det var omöjligt att med tre tusen man verkställa landstigningen, men fullföljde trots detta 26-28 september försöken att rycka fram mot Åbo, och hade till en början viss framgång, men tvingades senare att retirera. På grund av sitt brev till kungen ersattes han 27 september av överste Gustaf Boije som befälhavare.
Strax efter revolutionen i mars 1809 utnämndes Lagerbring till överste, och avsändes till S:t Petersburg, under vilken resa han på eget bevåg slöt en konvention med ryske befälhavaren von Knorring, och däriftenom avböjde en av ryssarna tillämnad marsch över havet till Stockholm. Lagerbring deltog även under sommaren 1809 i den s. k. Västerbottensexpeditionen att tvinga ryssarna att retirera från Västerbotten inför de stundande fredsförhandlingarna. 1810-16 var han chef för Upplands regemente.  Efter att ha utnämnts till generalmajor 1813 följde Lagerbring den svenska armén till Tyskland, först i egenskap av generaladjutant och sedan som chef för andra brigaden.
Han avled i Uppsala 1847 och är begravd på Uppsala gamla kyrkogård.

## Utmärkelser[5]
- Riddare av Svärdsorden - 2 maj 1790
- Svensksundsmedaljen 7:e storleken i guldlänkar - 13 februari 1791
- Riddare med stora korset av Svärdsorden - 28 april 1808
- Kommendör av Svärdsorden - 23 november 1812
- Friherre - 26 januari 1815
- Kommendör med stora korset av Svärdsorden - 11 maj 1818 (Karl XIV Johans kröningsdag)
- Riddare och kommendör av Kungl. Maj:ts orden - 6 februari 1843

Hans karriär sammanfattades på detta sätt:
Han bevistade med tapperhet och lycka alla under sin tid förefallande fälttåg, var under finska kriget 1788–1790 bland annat med i båda Svensksundsslagen. Anförde 1808 det detachement, som över Mangelfjällen inryckte i Norge samt intog Hanneborg. Kommenderade 1808 i träffningen vid Lokalaks i Finland arriärgardet samt segrade sedermera över ryssarna vid Järvenpää. Anbefalldes 1809 att börja negociationerna på Åland med ryska befälhavarna samt, efter arméns reträtt från Åland, i samma ärende avresa till kejsar Alexander, vilket allt han lyckligen utförde. Var 1809 med vid Sävar och Ratan. Bevistade 1813 års krig i Tyskland såsom chef för kronprins Carl Johans generalstab och var i denna egenskap med i slagen vid Grossbeeren och Dennewitz. Gjorde 1814 års fälttåg såsom chef för 2. infanteribrigaden bland annat marschen genom Hannover till Holstein och fälttåget Holstein. Deltog slutligen 1814 i fälttåget mot Norge.
Lagerbring var även hedersledamot av Krigsvetenskapsakademin.

## Privatliv
Lagerbring gifte sig första gången 1794 med Margareta Ulrika Hård af Segerstad, och andra gången 1816 med Maria Antonietta Ingelotz. Han var far till Christina Ulrika Taube.